# Acacia sparsiflora
Acacia sparsiflora — вид квіткових рослин з родини бобових. Ареал: Австралія (Новий Південний Уельс, Квінсленд).

## Середовище
Дерево часто утворює густі насадження та іноді асоціюється з Acacia shirleyi, а також як частина відкритих лісів та евкаліптових лісів, що ростуть на неглибоких кам'янистих ґрунтах, зазвичай над шаром вивітреного пісковику.

## Біоморфологічна характеристика
Дерево зазвичай виростає до максимальної висоти від 5 до 15 м. Воно має коричневу до сірої, а іноді й червонувату кору з шорсткою текстурою, тверду, гофровану або тріщинувату. Голі гілочки кутасті на кінцях. Сіро-зелені голі філодії серпуваті й звужені з обох кінців; вони мають довжину від 8 до 16 см та ширину від 5 до 10 мм з багатьма тонкими та щільними жилками, з яких від одного до трьох більш помітні. Він утворює суцвіття, що зустрічаються парами з циліндричними квітковими колосами завдовжки від 2 до 4,5 см, що містять яскраво-лимонно-жовті квітки. Стручки коричневі з жовтими краями та неглибоко звужені між насінинами; вони голі й мають довжину до 9 см та ширину близько 3 мм. Насіння всередині розташоване поздовжньо; воно блискуче чорнувате або темно-коричневе й має довгасту форму та довжину від 4 до 5 мм.